# Silvano Nebl
Silvano Nebl (Cles, 5 ottobre 1934 – 18 giugno 1991) è stato un pittore, incisore e scultore italiano attivo nel secondo Novecento.
Pittore neodivisionista, ha fatto della rappresentazione delle acque di laghi e torrenti alpini la propria caratteristica. Le spiccate capacità luministiche e il proprio peculiare stile a larghe pennellate rettangolari lo hanno reso uno dei protagonisti della pittura italiana degli anni Ottanta.

## Biografia
Silvano Nebl nasce a Cles (Trento) il 5 ottobre 1934. L’innata sensibilità per la delicatezza degli aspetti del reale (peculiarità che lo accomuna al nonno fotografo Egidius) si coglie già nelle sue opere giovanili, come nell’acquerello raffigurante una chiesetta di montagna eseguito all’età di dodici anni. Gli iniziali esperimenti pittorici degli anni quaranta vengono appoggiati dagli insegnamenti del pittore futurista e critico d’arte bolognese Italo Cinti che a Cles passa i mesi estivi per le vacanze. Dalla fine degli anni Cinquanta si dedica con continuità all’arte, affinando la sua tecnica pittorica; nel 1968 allestisce la prima mostra personale, a Cles, nel Palazzo Assessorile.
Tra il 1969 e il 1973, periodo nel quale comincia a sviluppare in modo analitico e profondo il tema del paesaggio, Nebl dipinge spesso nei suoi quadri anche figure di contadini intenti al lavoro nei campi, sguardi intensi di anziani che fumano la pipa: questo è l’unico momento del suo percorso artistico in cui l’uomo entra direttamente nelle sue opere.
Dal 1974, terminato il ciclo di opere sul ritratto, Nebl si dedica esclusivamente alla rappresentazione della natura e del paesaggio inoltrandosi con più decisione in una ricerca e in una poetica nettamente personali. Nel frattempo riscuote sempre maggior successo nelle svariate mostre personali e nelle collettive che lo fanno conoscere fuori dall’ambiente regionale e soprattutto gli permettono di confrontarsi con artisti italiani e stranieri. In quegli anni sono da ricordare le personali di Modena al Centro Studi Muratori (1973), di Venezia alla Galleria d’Arte Il Riccio (1974), di Bologna alla Galleria d’Arte Portici (1975), di Trieste alla Galleria d’Arte Tribbio 2 (1976).
Durante la seconda metà degli anni Settanta Nebl vede nelle valli trentine, nei fiori del bosco, nei vigneti, nelle ali variopinte delle farfalle spunti per poter dimostrare la raggiunta maturità nell’uso del colore, per poter liberarsi in sapienti giochi di luce; i temi sviluppati sul fiore (“È fiorito il mio bosco”, 1974 - “Ciclo vitale”, 1977) e sulla farfalla (“Farfalle attratte e avvinte”, 1977) sono anche l’occasione per poter riflettere sulla condizione umana, divenendo metafore di una realtà che da Nebl non viene mai vista come negativa e opprimente. La positività e l’ottimismo dell’artista vengono sottolineati nettamente dalle opere che trasmettono un senso profondo di pace e tranquillità. Del 1977 è la prima personale all’estero presso lo Steigenberger Hotel di Costanza, in Germania, mentre del 1979 l’importante partecipazione all’esposizione ‘Gli artisti d’Italia a Parigi’, presso il municipio della capitale Parigi.
Con l’inizio degli anni Ottanta, mentre entra a far parte del gruppo di artisti trentini “La Cerchia”, Nebl inaugura la serie delle “Acque dipinte”, il ciclo “più completo, maturo, stilisticamente equilibrato ed armonico” (Fiorenzo Degasperi). Il tema dell’acqua, con i suoi riflessi e la sua dinamicità, accompagna l’artista fino alla fine e gli permette di far valere tutta la sua bravura impaginativa. Fiorenzo Degasperi così scrive: “Torrenti, cascate, vortici d’acqua, vento che increspa l’onda. Tutte le opere hanno questo comune denominatore: il loro essere frementi, spumeggianti, vive, che a loro volta trasmettono vita. È con questo ciclo di opere che Silvano Nebl trova il successo pieno prima nella personale di Milano alla Galleria Bolzani (1986), quindi nella mostra organizzata dall’Istituto Italiano di Cultura assieme a Luciano Zanoni nella Galerie Claudiana di Innsbruck (1989)”.
Nel 1990 ha l’onore di entrare come “socio accademico” nel “Gruppo Italiano Scrittori di Montagna – Accademia di Arte e Cultura Alpina”; con il GISM ha la possibilità di partecipare a quelle che saranno le sue ultime due esposizioni (mostre collettive di Milano e di San Vigilio di Marebbe).
Il 20 gennaio 1991, pochi mesi prima della scomparsa di Silvano Nebl, il grande critico d’arte milanese Raffaele De Grada descrive così l’opera del pittore clesiano: “…È tendenza antichissima dei poeti di fornire l’idea di pace dell’animo nella contemplazione della natura. Questo stesso senso di immacolata perfezione della natura è perseguito da Nebl nei suoi quadri rettangolari che si allungano dalle superfici del lago (in genere quello di Tovel, a poca distanza dalla sua Cles) verso la parete della montagna con una serie di pennellate strette che costituiscono diaframmi ottici come si elevasse un muro di ombre e luci senza spazi intercorrenti. Il pittore guarda dal basso, dal piano del lago, verso l’alto della montagna come un fedele che misuri il superbo colonnato di una cattedrale gotica. Nella nostra vita cittadina ciò che più dispiace perdere al mondo è questo amore della montagna che si manifesta soprattutto nell’emozione che dà un torrente nel liberarsi delle acque come suono e come impulso di bianchi spumeggianti. Quasi temesse l’anarchia dell’informale, Nebl controlla la pennellata con la segmentazione di origine divisionista, sottopone anche le più ardite costruzioni coloristiche all’economia del tono come non volesse far sfuggire il nucleo pittorico all’emozione primaria delle vegetazioni nel loro corso stagionale, i rossi autunnali, il blu delle ruote dei tacchini, i grigi verdi delle primavere imminenti…”.
Il 18 giugno 1991, nel pieno dell’attività e del successo che giorno dopo giorno gli veniva riconosciuto, una grave malattia porta Silvano Nebl in quel mondo fatto di luce che tante volte aveva raffigurato nei suoi quadri.
Nel 1992 il gruppo di artisti trentini de ‘La Cerchia’ omaggia Silvano Nebl con due esposizioni a lui dedicate, alla Galleria Fogolino di Trento e al Palazzo Assessorile di Cles. Nel 2001, a dieci anni dalla morte, la Pro Cultura-Centro Studi Nonesi organizza una vasta antologica presso il Palazzo Assessorile di Cles. Negli ultimi anni opere di Nebl sono state esposte in numerose mostre sull’arte trentina del Novecento, fra le quali la mostra del 2005 al Palazzo della Regione sulla ‘Collezione di opere d’arte della Regione Autonoma Trentino Alto Adige’ e l’esposizione del 2011 ‘Un tempo nell’arte’ presso la Torre Mirana di Trento.

## Antologia Critica
"Nebl si dedica alla pittura con venerazione, riflessione e responsabilità soprattutto verso la propria coscienza. In poche parole egli offre ciò che l’arte esige. Paesaggi lindi, luminosi, ispirati principalmente dalle fastose visioni trentine, sua terra natia. Silvano Nebl sa trasmettere un senso di calda simpatia, sia nel tratto cordiale del suo colloquio, ma particolarmente per lo scrupolo con cui rende i suoi lavori palpitanti di colori nel rispetto estremo della grammatica figurativa."

Walter Visioli, 1970 tratto da Incontro col pittore S. Nebl, catalogo della mostra, Palazzo degli Abati, Galleria Giulio Romano, S. Benedetto Po, ottobre 1970
"Sono i suoi paesaggi magici a dire dei significati e sono i loro toni progressivi a spiegarne la musica sottile, senza pettegolezzo. Nascono elegie di vita agreste, inni alla natura di sempre, sospiri alla luce che muore e che sorge rinnovando il ciclo. Perché proprio la luce, nei quadri di Silvano Nebl, non rischia mai, nella sua espressività, di offendere. Essa traspare proiettando ombre lunari, filtra creando il senso del meriggio, dilaga portando il vero dei sogni, ora malinconica e talvolta consolatrice, capace di un linguaggio nel quale l’artista non entra con arroganza, bensì accompagna con tenerezza."

Gian Paolo Pretti, 1972
tratto da Nebl a Trento, in L'Adige, 22 settembre 1972
"Silvano Nebl ha adottato una tecnica particolare, oggi piuttosto trascurata, ma un tempo in auge: il divisionismo, e la pratica in maniera moderna, a larghi tratti. La contrapposizione delle pennellate di diversi colori, in tocchi o colpi distinti l’uno dall’altro, senza fondere tra loro i colori sulla tela ma ottenendo lo stesso effetto visivamente, crea un tessuto cromatico gustoso e variato, come un arazzo eseguito con grossi fili. A distanza l’occhio ricompone le pennellate, ricavando una struttura plastica o un’armonia di ritmi e di linee tale da dare la suggestione intatta di un fiore o di una pianta, o di suggerire la forza di un gesto, la presenza di un animale, la dolcezza di una stagione, l’apparire di un oggetto in un interno, il declinare dell’ora."

Emilio Contini, 1975
tratto da Simboli e folclore in un neodivisionista trentino, catalogo della mostra, Bologna/Forlì, aprile 1975
"Colpisce soprattutto, nella pittura di Silvano Nebl, il senso di musicalità che da essa promana. È un ritmo da allegretto mozartiano, che si arricchisce di continue variazioni ma resta fondamentalmente unitario, attorno al motivo principale. Questa musicalità della partitura pittorica è fondata sue due elementi: il colore tonale e l’armonia dinamica. Qui è evidente che l’artista trentino s’è riallacciato alle modalità neo-impressioniste del divisionismo: i colori puri stesi a tasselli musivi, secondo sequenze e gradazioni che creano, nella visione d’insieme, un effetto plastico. Direi che l’aspetto scientifico della tecnica divisionista non è mai portato alle estreme conseguenze: esso è corretto, cioè, da una sensibilità fresca, zampillante, che riconduce appunto l’architettura musicale, pur rigorosa, all’immediatezza dell’”impromptu”."

Paolo Rizzi, 1979
tratto da Silvano Nebl, catalogo della mostra, Galleria San Vidal, Venezia, maggio 1979
"Nebl è pittore della luce! E, come affermava Jules Dupré, ‘quel che fa la pittura è la legge della luce. È una cosa che non si impara. Per arrivare a conoscerla è necessario qualcosa d’istintivo’. Nebl non si sofferma sulla pittura materiale, ma ha della pittura un intendimento più interno che esterno. Difatti, ed è evidente in ogni suo quadro, l’esistenza del suo spirito è quella di fare della poesia suggerendogli strade e costruzioni che lo portano sempre verso la luce."

Lorenzo Poli, 1988
tratto da Silvano Nebl, catalogo mostra Comprensorio della Valle di Fiemme, agosto 1988
"Questa (di Silvano Nebl) è una sensibilità che considera la natura in un modo diverso, come se avesse una sua storia, una sua memoria. I riflessi e la luce che emanano le opere non sono un’analisi della forma di questa sensibilità o della sua struttura; sono piuttosto un tentativo di far scaturire una sensibilità latente, una sensibilità primordiale. Concetto di “chora” platonico: il luogo neutro, il nonluogo. Ed in effetti le acque solo apparentemente hanno un loro luogo designato, in verità sono figure che oscillano tra centralità e marginalità, tra modificazioni ed influssi. Hanno in sé l’essere ed il suo doppio: lo specchio (inganno e rivelazione).
La tela come strumento di trasfigurazione non ci restituisce la realtà ma la frantuma, non ne disperde i lacerti ma costituisce un nuovo luogo anzi un “fra-mondo/Zwischenwelt” perché i sistemi di simboli evidenziati dalla sensibilità dell’artista e dalla sua memoria determinano una metamorfosi figurativa."

Fabio Bartolini, 1990
tratto da L’immagine ed il suo doppio nell’opera di Silvano Nebl, presentazione mostra Galleria d'Arte Fedrizzi, Cles, aprile 1990.
"I quadri di Nebl sono come i paragrafi di una continua narrazione, una continua finestra aperta su tutti gli aspetti del reale e il colore è una persistente incitazione entro la quale gli oggetti si distinguono. Nei pochi paesaggi veneziani che egli ha dipinto le gondole perdono la loro vernice in prospettive parziali, che temono il vedutismo. Così, nel suo tonalismo divisionista, Nebl teme la ripetizione formalistica, il marchio di fabbrica della propria pittura. E pertanto questa persistente eccitazione luministica è come la carica di un orologio al quale si dia continuamente corda.
(…) Quando ci si immette nella sua figurazione – pittura o incisione che sia – è come ci si spalancasse un portone che ci introduce in un paese d’Arcadia, quella del Trentino, dei suoi laghetti e delle sue montagne, dei suoi boschi e dei suoi vigneti. Di fronte a un quadro di Nebl si ha il senso di abbandonare la campagna abitata per inserirsi all’interno di un bosco, in uno spazio remoto dal mediocre brusio dell’umanità."

Raffaele de Grada, 1991
tratto da La geologia del Trentino nei dipinti di silvano Nebl, Milano 20 febbraio 1991
"Attraverso i paesaggi trentini approda all’amore per le acque, il ciclo più completo, maturo, stilisticamente equilibrato ed armonico che l’artista ha offerto prima della sua morte. Un ciclo che si dilunga per anni e non esclusivo. Nel senso che l’artista continua ad affrontare i temi legati alla natura morta e al paesaggio con la stessa intensità e serietà che lo contraddistingue. Ma nelle acque trova la sua specificità, il luogo eletto per far valere tutta la sua bravura impaginativa. Vi trova soprattutto il senso del movimento, della dinamicità. Torrenti, cascate, vortici d’acqua, vento che increspa l’onda. Tutte le opere hanno questo comune denominatore: il loro essere frementi, spumeggianti, vive, che a loro volta trasmettono vita."

Fiorenzo Degasperi, 2001
tratto da Silvano Nebl, un mosaico di luce, catalogo mostra antologica presso Palazzo Assessorile, Cles, luglio 2001
"La sua non è una figurazione fondata su impressioni rapide e neanche il risultato di un approccio teorico meccanicamente calato sulla realtà, ma un'operazione culturale di indagine metodica e analitica svolta mediante gli strumenti pittorici, finalizzata a penetrare il mistero della bellezza del mondo."

Paolo Tomio, 2016
tratto da Dentro Silvano Nebl, ostinata melodia di bellezza, catalogo mostra antologica presso Centro Culturale d’Anaunia, Sanzeno
"Attraverso l’acqua e il movimento Nebl ha tentato di vincere la forma a cui è vincolato da una specie di pudore “terrestre” – di rispetto, piuttosto. Quando ha conquistato la forma nel suo cuore – con le montagne bene incassate tra le ossa – una conquista che si apprende sempre nel chiostro del dolore – Nebl dilaga. Il bosco è un ideogramma di orme, l’acqua un sacrario, la stola vescovile, un pianto, uno stuolo di annali redatti sulla seta."

Davide Brullo, 2016
tratto da Dentro Silvano Nebl, ostinata melodia di bellezza, catalogo mostra antologica presso Centro Culturale d’Anaunia, Sanzeno.

## Mostre

### Mostre personali
1968
- Cles (Tn), Sala della Colonna, Palazzo Assessorile, a cura del Centro di cultura clesiano, aprile.

1969
- Cavareno (Tn), Royal Paolino, agosto.

1970
- S. Benedetto Po (Mn), Galleria Giulio Romano, 4-12 ottobre.
- Rimini, Galleria del Vicolo Gomma, 17-26 ottobre.

1972
- Trento (Tn), Galleria La Tavolozza, 16-30 settembre.

1973
- Levico (Tn), Salone delle Terme, 21-31 luglio.
- Bolzano, Galleria di Piazza Domenicani, 17-31 agosto.
- Modena, Centro Studi L.A.Muratori, 10-22 novembre.

1974
- Venezia, Galleria d’Arte Il Riccio, 10-20 maggio.
- Moena (Tn), Galleria Roma, agosto.

1975
- Modena, Galleria Farini 23, presentazione Lena Corni, Emilio Contini, 15-26 marzo.
- Bologna, Galleria d’arte Portici, presentazione di Emilio Contini,  5-17 aprile.
- Forlì, Galleria d’arte Portici, maggio.

1976
- Merano (Bz), Galleria d’arte Kuperion, 27 marzo-8 aprile.
- Trieste, Galleria Tribbio 2, 12-25 giugno.
- Padova, Galleria d’arte Il Sigillo, 24 maggio-10 giugno.

1977
- Canazei (Tn), Galleria Al Parco, Nebl e Jelicho, agosto.
- Costanza (D), Steigenberger Insel Hotel, 2 – 14 dicembre.

1978
- Bolzano, La Saletta d’Arte Gries, maggio.
- Ortisei (Bz), Palazzo dei Congressi, 20-31 luglio.

1979
- Venezia, Galleria S. Vidal, 14 – 25 maggio.
- Roma, Galleria Salotto d’Arte Cida, catalogo a cura di Emilio Contini, 2 – 17 ottobre.

1980
- Genova, Galleria Bolzaneto.

1982
- Capocollo di Bertinoro(Fo), Centro Culturale Villa Prati, 3 – 30 luglio.

1984
- Trento, Galleria d’Arte Fogolino, catalogo a cura di Lorenzo Poli, 16 – 31 maggio.

1985
- Passo della Mendola (Tn), Centro Studi Università Cattolica, agosto.

1986
- Milano, Galleria Bolzani, 18 febbraio – 1 marzo.
- Trieste, Galleria Rettori Tribbio 2, 17 – 30 maggio.

1989
- Innsbruck (A), Galleria Claudiana, Silvano Nebl e Luciano Zanoni, a cura di Franco E. Borsani, 1 – 21 marzo.

1990
- Cles (Tn), Galleria d’Arte Fedrizzi, “Acque dipinte”, presentazione di Fabio Bartolini, 7 – 29 aprile.

1996
- Cles (Tn), Palazzo Assessorile, Nebl e Perazzolli, presentazione di Fabio Bartolini e Fiorenzo Degasperi, dicembre.

2001
- Cles (Tn), Palazzo Assessorile, ‘Un mosaico di luce - Silvano Nebl 1934-1991’, a cura di Fiorenzo Degasperi, 16 giugno - 15 luglio.

2016
- Sanzeno (Tn), Casa de Gentili - Centro Culturale d’Anaunia, ‘Silvano Nebl - Ostinata melodia di bellezza’, a cura di Walter Iori e Lucia Barison, 19 novembre 2016 - 15 gennaio 2017

### Mostre collettive
1968
- Concordia (Mo), Mostra di Pittura Collettiva

1969
- Bruxelles (B), Sala espositiva de l’Abbate De Viller La Ville, 60 paesaggisti europei
- Trento, Palazzo della Regione

1970
Concordia Sagittaria (Ve), Collettiva Circolo Italia
- Piacenza, 90 pittori in collettiva alla Galleria 14
- Rimini, Collettiva Galleria Vicolo Gomma
- Bormio (So), Concorso nazionale Contea Bormio, medaglia d’oro
- Rimini, Concorso Nazionale d’Arte Contemporanea, medaglia d’argento

1971
- Siena, Galleria d’Arte N.vo Aminta, Grande Mostra Collettiva, 18-30 marzo
- Caldonazzo (Tn), Concorso Nazionale Lago di Caldonazzo, medaglia d’argento
- Salò (Bs), Premio Nazionale Conventino d’oro, targa En Plein Air

1972
- Bologna, Circolo Artistico, Mostra Collettiva di Pittura 72, a cura di Vincenzo Zanardelli, febbraio
- Sondrio, Concorso Europeo sul paesaggio, medaglia d’oro
- Trento, Galleria La Tavolozza, Collettiva artisti trentini

1973
- Modena, Old Gallery, Mostra collettiva
- Bergamo, Rassegna d’Arte “I 30”
- Ferrara, Rassegna d’Arte “I 30”

1974
- Bolzano, Chiostro Domenicani, Collettiva Artisti Regionali

1975
- Modena, Rassegna d’Arte Nazionale
- Bologna, Collettiva Galleria Portici

1978
- Trento, Palazzo della Regione, Collettiva Artisti Trentini

1979
- Parigi (F), Municipio, Gli artisti d’Italia a Parigi, 27 giugno – 8 luglio
- Padova, Rassegna d’Arte Triveneta

1980
- Trento, Palazzo della Regione, Rassegna “Tutto Trentino”

1983
- Jesolo Lido (Ve), Kursaal, Mostra paesaggisti trentini

1984
- Trento, Galleria d’Arte Fogolino, Collettiva Artisti trentini

1985
- Stenico (Tn), Premio Castello di Stenico ‘85, a cura di Paolo Rizzi, luglio

1990
- Castel Ivano (Tn), L’uomo, l’albero, il fiume, luglio/agosto
- San Vigilio di Marebbe (Bz), Mostra collettiva pittori del G.I.S.M. (Gruppo italiano scrittori di montagna)

1991
- Milano, sede del CAI, Mostra collettiva pittori del G.I.S.M. (Gruppo italiano scrittori di montagna)
- Cles (Tn), Galleria d’arte Fedrizzi, L’arte nel trentino dall’800 alla contemporaneità, maggio

1992
- Cles (Tn), Palazzo Assessorile, ‘Omaggio a Silvano Nebl’, Mostra collettiva del Gruppo Artisti Trentini ‘La Cerchia’, 13 - 24 agosto
- Trento, Galleria Fogolino, ‘Omaggio a Silvano Nebl’, Mostra collettiva del Gruppo Artisti Trentini ‘La Cerchia’, 1 - 10 settembre

1999
- Trento, Palazzo Trentini, ‘Nel giardino delle Esperidi’, presentazione di Gabriella Belli,  1 - 17 dicembre

2001
- Trento, Cassa Centrale delle Casse Rurali, ‘Opere nascoste. Le collezioni d’arte delle Casse Rurali Trentine’, a cura di Maurizio Scudiero,  20 maggio - 16 giugno

2004
- Cles (Tn), Palazzo Assessorile, ‘Metamorfosi del paesaggio clesiano’, a cura di Marcello Nebl e Walter Iori, 31 luglio - 15 agosto

2005
- Trento, Palazzo Della Regione, ‘La collezione di opere d’arte della Regione Trentino-Alto Adige’, a cura di Maurizio Scudiero, 14 giugno - 17 luglio

2006
Tassullo (Tn), Centro Ricerche Tassullo, ‘Il colore del Sacro, dell’Anima e della tecnologia’, a cura di Marcello Nebl e Fiorenzo Degasperi, 24 novembre - 16 dicembre
"Teknemedia Archiviato il 26 ottobre 2016 in Internet Archive."
2011
- Trento, Sala Thun di Torre Mirana, ‘Un tempo nell’arte’, a cura de ‘La Cerchia’

2012
- Cles (Tn), Palazzo Assessorile, ‘La ricchezza del sottosuolo’, a cura di Marcello Nebl e MART, 12 aprile - 6 maggio " Trentino Cultura, su trentinocultura.net. URL consultato il 1º febbraio 2022 (archiviato dall'url originale il 27 ottobre 2016)." "Romart"
- Cles (Tn), Galleria d’arte Fedrizzi, ‘Immagini al presente -  Silvano Nebl e i suoi amici de La Cerchia’, 12 maggio - 20 giugno

2013
- Trento, Palazzo della Regione, ‘Il giardino fiorisce ancora’, a cura di Giuseppe Calliari, 7 - 17 maggio
- Cles (Tn), Palazzo Assessorile, ‘Scatto fisso’, a cura di Marcello Nebl e Pietro Weber, 6 luglio - 6 ottobre "Cyclemagazine"

2015
- Sanzeno (Tn), Casa de Gentili - Centro Culturale d’Anaunia, ‘Tesori fuori dal comune’, a cura di Walter Iori e Lucia Barison, 24 aprile - 24 maggio

2016
- Livo (Tn), Palazzo Aliprandini Leifenthurn, ‘Trasformazioni’, a cura di Marcello Graiff, 8 - 23 ottobre